# Acmonia fiebrigi
Acmonia fiebrigi är en insektsart som beskrevs av William Lucas Distant 1906. Acmonia fiebrigi ingår i släktet Acmonia och familjen lyktstritar. Inga underarter finns listade i Catalogue of Life.